# Török István (teológus)
Török István (Tiszaeszlár, 1904. december 1. − Debrecen, 1996. április 11.) református lelkész, a rendszeres teológia professzora.

## Életútja
Tiszaeszláron született 1904. december 1-jén, a gimnáziumot Karcagon (1923), teológiai tanulmányait Debrecenben (1927), Berlinben (1926-1928), Münsterben és Marburgban (egy szemeszter) végezte. Debrecenben Csikesz Sándor volt rá döntő hatással, akit tudományos téren a maximumra való törekvés, másfelől pedig a prófétai kritikai szellem jellemzett. Münsterben Karl Barth odaadó híve és tanítványa volt: hallgatta előadásait, részt vett a szemináriumain, szerdai fogadóestjein, és még asztalának vendége is lehetett. A diákság meghívására Barth barátai és kritikusai közül többen ellátogattak Münsterbe, és előadást tartottak. Ilyen alkalmakkor hallgathatta Hermann Kuttert, Eduard Thurneysent, Paul Tillichet, Erich Przywarát. Hazatérése után 1929-ben a pápai gimnáziumban megpályázta és elnyerte a helyettes vallástanári állást. 1931-ben óraadó és helyettes, majd 1932-ben nyilvános rendes tanár lett a Pápai Református Theologiai Akadémián. 1932-ben teológiai doktorátust, 1940-ben magántanári képesítést szerzett a debreceni Tisza István Tudományegyetemen. 1941-ben rendkívüli, 1945-ben pedig rendes tanári kinevezést nyert az egyetem Hittudományi Karának etikai tanszékére. 1950-től 1967-ig a Debreceni Theologiai Akadémián működött. Az 1956-os események következményeként 1957/58-ban tanulmányi szabadságot kapott, majd az etika előadását másra bízták. 1968-ban nyugdíjba vonult. 1996. április 11-én Debrecenben halt meg.

## Munkássága
Karl Barth nyomdokain haladó jelentős szisztematikus teológus és etikai gondolkodó volt, akinek prófétai és kritikai szellemét az önmagát abszolutizáló, és a mindenkori hatalmi rendszert engedelmesen kiszolgáló egyházi vezetés nem tudta megtűrni, és nem akarta elviselni. Ennek ellenére egy hűséges tanítványaiból alakult lelkészi kör rendszeresen meghívta, hogy aktuális kérdésekben útmutatást kapjon tőle. Ezek voltak az ún. ”fekete konferenciák”, amelyeket a korabeli hivatalos egyházi vezetés rendezésében tartott lelkészi konferenciák és tanulmányi ülések mellett, vagy inkább ellenében szerveztek. A nem hivatalos lelkészi körökben tartott előadásainak szövegét a hivatalos egyházi vezetőségnek, és az „illetékes” állami hivatalnak is megküldte, mert jobbnak tartotta, ha a jelentésre éhes hatóságok mindjárt a hiteles szöveget kapják kézhez. A félelemnek ebben a légkörében elhangzott előadásaiból válogatás jelent meg Határkérdések szolgálatunkban 1972-1989 (Budapest, 1990) címmel. A Societas Ethikának egyik alapító tagja, a Budapesti és a Kolozsvári Református Teológiai Fakultás tiszteletbeli doktora volt. Életműve elismeréseként 1995. augusztus 20-án Göncz Árpád államfő A Magyar Köztársasági Érdemrend Középkeresztje kitüntetést adományozta neki.

## Művei (válogatás)
- Barth Károly theologiájának kezdetei (Pápa 1931),
- A barthi theologia elméleti és gyakorló lelkészi szempontból (Pápa, 1931),
- Egyház és politika (Pápa, 1935),
- Az Ószövetség értékelése Kálvin Institutiójában (Kálvin és a kálvinizmus - tanulmányok, Debrecen, 1936,121-138. o.)
- A lelkész, mint ethikus (Igazság és Élet, 1937, 9-15. o.)
- A házasság keresztyén jellege (Pápa, 1940),
- Dogmatika (Amsterdam, 1985),
- Etika (Amsterdam, 1988).